# Base antarctique Marambio
La base antarctique Marambio (en espagnol : base Antártica Marambio — auparavant Base Aérea Vicecomodoro Marambio) est une station de recherche scientifique argentine située en Antarctique sur l'île Seymour, en mer de Weddell. Elle a été établie en tant que base permanente le 29 octobre 1969 et baptisée du nom de Gustavo Argentino Marambio (es), un des premiers pilotes de la force aérienne argentine à avoir volé au-dessus de l'Antarctique.

## Histoire
Le 9 février 2020 une température maximale record pour l'Antarctique de 20,7 °C a été enregistrée mais non encore homologué par l'Organisation météorologique mondiale,.

## Description
En 2014, la base comptait 27 bâtiments d'une superficie totale couverte de plus de 20 000 m 2. Elle est gérée par une équipe de 45 hommes et un large éventail de personnels scientifiques, pouvant aller jusqu'à 200 personnes, bien qu'en moyenne elle soit occupée par 55 personnes en hiver et 150 en été. Parfaitement équipée pour les séjours et les recherches, la base dispose d'un laboratoire avec sous-stations pour récepteur d'imagerie satellite APT , de mesure de l' ozone et de la lumière UV  d'une installation et lancement de ballons et de radiosondes, d'un centre météorologique international.
Elle est équipée d'un réseau d'eau potable et d'assainissement, d'un incinérateur avec module d'élimination des déchets et d'un système de lutte contre l'incendie. La base dispose également d'un service de télévision par câble et de téléphonie mobile publique et interne. Le cabinet médical dispose de trois lits, de radiologie, dentisterie, soins coronariens et installations de télémédecine, et fonctionne avec un médecin et trois ambulanciers paramédicaux. 
En 2010, une société argentine a conçu et installé une éolienne sur la base.

### Aéroport
La base est desservie par l'aéroport de Marambio (en) dont le piste est longue de 1 260 m. Marambio est le principal nœud de soutien aérien de la plupart des stations locales et étrangères de l'Antarctique argentin , assurant toute l'année l'évacuation médicale, la recherche et le sauvetage, le personnel, le fret et le transfert de courrier. 
Les fournitures sont acheminées à la base de Marambio pendant toute l'année avec un transfert vers d'autres bases argentines (à l'exception de Belgrano-II). Il y a plus de 100 vols intercontinentaux chaque année
| Amérique du Sud Afrique Australie Rothera Palmer Casey Wilkins Marsh Martín Patriot Hills Marambio Jack F. Paulus Browning Pass Concordia D. Urville 10 Ice Runway Phoenix Field Williams Field D. Urville 85 Shōwa Davis sea ice Davis plateau Plough island Enigma Lake Fossil Bluff Halley Kohnen Zuccheli Mawson Mid point Molodyozhnaïa Neumayer Novolazarevskaïa Odell Glacier Station O'Higgins Plateau Station Rumdoodle SANAE IV Sitry Sky Blu Troll Vostok Union Glacier |